# Zwartkopmuggeneter
De zwartkopmuggeneter (Conopophaga roberti) is een zangvogel uit de familie Conopophagidae (muggeneters).

## Kenmerken
De zwartkopmuggeneter is een kleine zangvogel met een lengte van 12 centimeter.

## Verspreiding en leefgebied
Deze vogel is endemisch in Brazilië, waar hij voorkomt in de noordoostelijke staten Ceará, Maranhão, Pará en Piauí. De natuurlijke habitat bestaat uit vochtige laagland bossen. De habitats bevinden zich op een hoogte tot 300 meter boven zeeniveau in de biomen Amazone, Caatinga en Cerrado.

## Status
De grootte van de populatie is niet gekwantificeerd, maar door een combinatie van een groot verspreidingsgebied en ontbossing nemen de aantallen – hetzij minder snel – af. De zwartkopmuggeneter staat nog als niet bedreigd op de Rode Lijst van de IUCN.